# Edoardo Martinori
Edoardo Martinori (Roma, 1854 – Roma, 1935) è stato un numismatico, viaggiatore e alpinista italiano, pioniere in Italia della pratica dello sci.
Ingegnere di professione, coltivò vasti e disparati interessi culturali che fecero di lui una figura di «raffinato intellettuale, viaggiatore, sportivo e conoscitore di lontani mondi». Martinori ha ricoperto la carica di vice presidente dell'Istituto Italiano di Numismatica.

## Biografia
La sua famiglia, di origini dalmate, incarnava una dinastia di scalpellini insediatasi a Roma e attiva prima in ambiente papale e quindi post-unitario. Scalpellino era il nonno Giacomo Martinori, la cui tradizione fu continuata da alcuni dei sette figli: Pietro (padre di Edoardo), Fortunato, Domenico, e il più celebre Luigi (1828- 11 agosto 1895), che operò, peraltro, sempre al di fuori dell'impresa di famiglia.
Edoardo, invece, studiò alla "Scuola di applicazione per ingegneri" ubicata presso la basilica di San Pietro in Vincoli. Anche se la fonte del suo reddito era la professione di ingegnere, Edoardo Martinori coltivò vasti interessi culturali, in vari campi: le sue passioni erano la storia, la numismatica, la fotografia, il collezionismo, i viaggi e le escursioni in montagna. Come autore di testi, ha rivolto la sua attenzione alla numismatica e alla storia del Lazio settentrionale e, in particolare, del suo sistema stradale.
Nel 1873, assieme a Quintino Sella, fondò la sezione romana del CAI.
Tra il 1887 e il 1888, insieme a Luigi Fiorillo e Francesco Nicotra, realizzò 142 scatti a documentazione dell'attività italiana nella Colonia eritrea.
Fu anche un pioniere della pratica sciistica  in Italia. Nel 1886, dopo una traversata della Lapponia con gli sci. Ritornato in Italia, riportò con sé la coppia di sci servitagli durante la spedizione e ne fece dono alla sezione romana del Club alpino italiano da lui fondata, suscitando un notevole interesse nella stampa.
È sepolto sul Gran Sasso, in un tumulo posto poco sopra il Rifugio Giuseppe Garibaldi, la cui forma piramidale emulava la sepoltura di Quintino Sella nel cimitero monumentale di Oropa.

## Opere

### Numismatica
- La zecca papale di Ponte della Sorga. Contado Venesino, Milano, L.F. Cogliati, 1907
- A proposito di un obolo inedito di Giovanni XXII, Milano, Cart. E Lito-Tip. C. Crespi, 1908
- Della moneta paparina del Patrimonio di S. Pietro in Tuscia e delle zecche di Viterbo e Montefiascone, Milano, Tip. ed. L. F. Cogliati, 1910

Opere pubblicate a cura dell'Istituto Italiano di Numismatica
- La Moneta. Vocabolario Generale, con 1600 fotoincisioni nel testo, 140 tavole e 3 indici, 1915
- Annali della Zecca di Roma (in 24 fascicoli)
  1. Serie del Senato Romano, 1930
  2. Urbano V – Giovanni XXIII, 1917
  3. Martino V – Eugenio IV, 1918
  4. Nicolò V – Pio II, 1918
  5. Paolo II, 1917
  6. Sisto IV – Innocenzo VIII, 1918
  7. Alessandro VI – Giulio II, 1918
  8. Leone X – Sedi vacanti 1523, 1918
  9. Clemente VII, 1917
  10. Paolo III, 1917
  11. Giulio III – Pio IV, 1918
  12. Pio V – Gregorio XIII, 1918
  13. Sisto V – Innocenzo IX, 1919
  14. Clemente VIII – Paolo V, 1919
  15. Sede vacante 1621 – Urbano VIII, 1919
  16. Sede vacante 1644 – Clemente IX, 1919
  17. Sede vacante 1669 – Innocenzo XI, 1920
  18. Sede vacante 1689 – Innocenzo XII, 1920
  19. Sede vacante 1700 – Clemente XII, 1921
  20. Sede vacante 1740 – Pio VI, 1921
  21. Sede vacante 1740 – Pio VI, 1921
  22. Repubblica Romana – Occupazione Napoletana, 1921
  23. Sede vacante 1800 – Repubblica Romana, 1922
  24. Sede vacante 1800 – Repubblica Romana, 1922

### Storia e topografia
- Terre Arnolfe, Deputazione di Storia Patria dell'Umbria, 2005
- (con Giuseppe Gabrieli), Genealogia e Cronistoria di una grande famiglia umbro-romana, i Cesi, e illustrata nei loro monumenti artistici ed epigrafici e nelle memorie archivistiche, con Introduzione e note ed appendice, con molte illustrazioni e tavole genealogiche, Roma 1931, pp. XIV-134
- Cronistoria narnese, 1600 a.C. – 1926, Roma Tip. S. A. Pubblicità Edizioni, 1930

Collana «Le vie maestre d'Italia»
- Via Flaminia. Studio storico-topografico, Roma, Stab. Tip. Regionale, 1929
- Via Cassia antica e moderna e sue deviazioni: via Claudia, via Trionfale, via Annia, via Traiana nova, via Amerina. Studio storico-topografico, Roma, Tip. S.A.P.E., 1930
- Via Salaria antica e moderna. Via Claudia Nova. Studio storico-topografico, Roma, Tipografia C.N.P., 1931
- Vie maestre d'Italia. Via Nomentana, via Patinaria, via Tiburtina. Studio storico-topografico, Roma, P. Sansoni, 1932
- Lazio turrito. Repertorio storico ed iconografico di torri, rocche, castelli e luoghi muniti della provincia di Roma e delle nuove province di Frosinone e di Viterbo. Ricerche di storia medievale, Roma, Società Tipografica Manuzio, 1932-1934, 3 voll.

### Viaggi ed escursioni
- Sulle Montagne Rocciose. Viaggio in ferrovia, settembre 1987, Tip. Sciolla, Roma, 1888 (ristampa: Kessinger Legacy Reprints, 2010 ISBN 9781164819943)
- Escursioni in Palestina, Torino, Club Alpino Italiano, 1891